# Kalmarflyg
Kalmarflyg bildades 2007 av Sverigeflyg Holding och lokala entreprenörer. Företaget är en svensk flygresearrangör som trafikerar linjen Kalmar - Stockholm/Bromma. Kalmarflyg är inget egentligt flygbolag, utan hyr in flygkapacitet från andra flygbolag. Kalmarflyg köpte linjen av Kalmarplanet AB (dess föregångare) som började trafikera linjen 11 september 2006. Efter att Kalmarplanet avslutade sin verksamhet är bolaget en av ägarna till Höga Kusten Flyg AB som bedriver flygtrafik från Örnsköldsvik till Arlanda samt Jönköping - Arlanda.